# 雨傘/あきれるくらい 僕らは願おう
「雨傘/あきれるくらい 僕らは願おう」（あまがさ/あきれるくらい ぼくらはねがおう）は、TOKIOの39作目のシングル。2008年9月3日にジェイ・ストームから発売された。

## 概要
TOKIOにとってジェイ・ストーム移籍後初の作品となる。前作「青春(SEISYuN)」から約10か月ぶりのCDシングルであり、「本日、未熟者/Over Drive」から約1年4か月ぶりの両A面シングルである。表題曲の一つである「雨傘」は、作詞・作曲を椎名林檎、編曲を東京事変が手がけた楽曲であり、松岡昌宏が主演を務めた日本テレビ系土曜ドラマ『ヤスコとケンジ』の主題歌に、もう一つの表題曲である「あきれるくらい 僕らは願おう」は、フジテレビ系『メントレG』のテーマソングになっていた。。
初回限定盤1、初回限定盤2、通常盤の3形態で発売されており、初回限定盤1と初回限定盤2にはDVDが付属している。初回限定盤1のDVDには「雨傘」のビデオクリップとメイキング映像が、初回限定盤2のDVDには「あきれるくらい 僕らは願おう」のビデオクリップ（version 1）と「TOKIO STATION II 〜あきれるくらい TOKIOは喋ろう 編〜」がそれぞれ収録されている。また、通常盤のみカップリング曲の「渦中の男」と「上昇思考」の2曲と、「雨傘」と「あきれるくらい 僕らは願おう」のBacking Trackが収録されている。
椎名林檎による「雨傘」と「渦中の男」のセルフカバーが、椎名林檎のアルバム『逆輸入 〜港湾局〜』に収録されている。

## 収録曲

### CD
※は通常盤のみ収録。
1. 雨傘（3:51）
作詞・作曲:椎名林檎、編曲:東京事変
  - 日本テレビ系土曜ドラマ『ヤスコとケンジ』主題歌
  - ドワンゴ「dwango.jp」CMソング[5]
2. 渦中の男 ※（2:21）
作詞・作曲:椎名林檎、編曲:東京事変
3. 上昇思考 ※（4:06）
作詞・作曲:山下和彰、 編曲:大西省吾
4. あきれるくらい 僕らは願おう（4:26）
作詞・作曲:ヒロイズム、 編曲:山原一浩
  - フジテレビ系『メントレG』テーマソング
5. 雨傘（Backing Track） ※
6. あきれるくらい 僕らは願おう（Backing Track） ※

### DVD

#### 初回限定盤A
1. 雨傘（Video Clip & Making）

#### 初回限定盤B
1. あきれるくらい 僕らは願おう（Video Clip: version 1）
2. TOKIO STATION II 〜あきれるくらい TOKIOは喋ろう 編〜

## 収録アルバム
| 楽曲                            | アルバム  | 発売日        | 規格品番                        | 備考           |
| ------------------------------- | --------- | ------------- | ------------------------------- | -------------- |
| 「雨傘」                        | 『17』    | 2012年8月22日 | JACA-5328/9（初回限定盤）       | 12thアルバム   |
| 「雨傘」                        | 『17』    | 2012年8月22日 | JACA-5330/1（通常盤初回プレス） | 12thアルバム   |
| 「雨傘」                        | 『17』    | 2012年8月22日 | JACA-5332（通常盤）             | 12thアルバム   |
| 「雨傘」                        | 『HEART』 | 2014年7月16日 | JACA-5420/2（初回限定盤1）      | ベストアルバム |
| 「雨傘」                        | 『HEART』 | 2014年7月16日 | JACA-5423/5（初回限定盤2）      | ベストアルバム |
| 「雨傘」                        | 『HEART』 | 2014年7月16日 | JACA-5426/7（通常盤）           | ベストアルバム |
| 「あきれるくらい 僕らは願おう」 | 『17』    | 2012年8月22日 | JACA-5328/9（初回限定盤）       | 12thアルバム   |

## 映像作品
雨傘
- OVER/PLUS

上昇思考
- OVER/PLUS